# Plexo de Kiesselbach
El plexo de Kiesselbach, que se encuentra en el área de Kiesselbach, el triángulo de Kiesselbach o el área de Little, es una región en la parte anteroinferior del tabique nasal donde cuatro arterias se anastomosan formando un plexo vascular. Recibe su nombre por el médico otorrinolaringólogo alemán Wilhelm Kiesselbach (1839-1902). En él se originan frecuentemente los sangrados nasales debido a que es una región del tabique anterior en la que convergen una rama de la carótida interna (Arteria etmoidal anterior)  y de la carótida externa (rama septal de la arteria labial superior, arteria palatina mayor y arteria esfenopalatina).

## Importancia

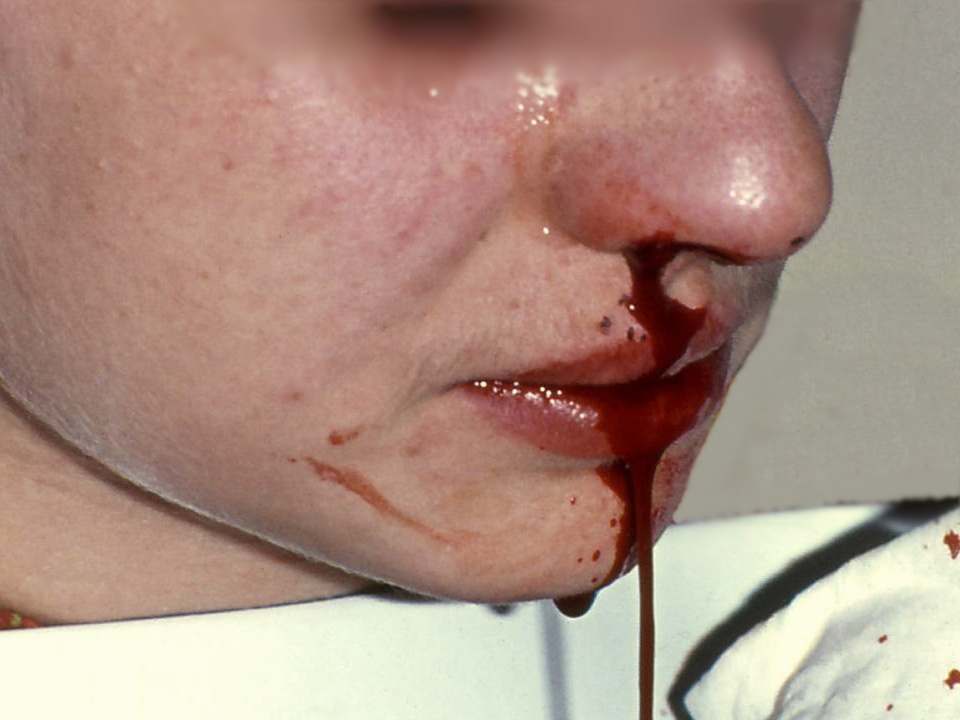
Epistaxis.

El 90% de las hemorragias nasales (epistaxis) ocurren en el área de Little, ya que están expuestas al efecto de secado de las corrientes inspiratorias y al trauma de las uñas de los dedos y es el sitio habitual de epistaxis en niños y adultos jóvenes.